# 濱吉田車站
38°0′8.4″N 140°53′23.6″E / 38.002333°N 140.889889°E
濱吉田車站（日语：／ Hamayoshida eki */?）是一位於日本宮城縣亘理郡，東日本旅客鐵道（JR東日本）常磐線沿線的鐵路車站。

## 車站結構
此站於1897年開業時，名為「吉田車站」，1915年6月1日起改為現名。車站採地面站設計，站內設有側式月台兩座、兩股軌道，另尚有一股已停用沒有月台的軌道。第二月台與站房之間設置有跨線天橋，但因往相馬車站方面的路線不通而暫停使用。車站由岩沼車站管理，為業務委託站，委託JR東日本的子公司東北綜合服務負責服務，並設有售票窗口、自動售票機及Suica驗票機。

### 月台配置
| 月台 | 路線    | 方向 | 目的地           |
| ---- | ------- | ---- | ---------------- |
| 1    | ■常磐線 | 下行 | 岩沼、仙台方向   |
| 2    | ■常磐線 | 上行 | 相馬、原之町方向 |

## 東日本大地震的影響
2011年3月11日發生東日本大地震，此站兩端路軌遭海嘯沖毀。為當地交通需求，2012年4月12日起JR東日本以接駁公車代駛，候車站牌原設於站前廣場，2013年3月16日起移至西邊1.5公里的國道六號旁。2012年3月5日，JR東日本仙台分公司公佈復舊計畫，將亘理車站至此站間路線原地修復，2013年3月16日已完工復駛；此站至駒嶺車站間路線受損嚴重，將移往內陸重建，預定2016年12月10日完工復駛。

## 統計
下表提供2000年起的統計，乘車人數逐年遞減。2011年3月11日至2013年3月15日車站暫停營業。
| 乘車人數表 | 乘車人數表                          | 乘車人數表 |
| 年度       | 一日平均乘車人數                    |            |
| ---------- | ----------------------------------- | ---------- |
| 2000       | 1,034                               |            |
| 2001       | 985                                 |            |
| 2002       | 945                                 |            |
| 2003       | 915                                 |            |
| 2004       | 911                                 |            |
| 2005       | 884                                 |            |
| 2006       | 848                                 |            |
| 2007       | 810                                 |            |
| 2008       | 769                                 |            |
| 2009       | 744                                 |            |
| 2010       | 717                                 |            |
| 2011       | 暫停營業（4月12日起由接駁公車代駛） |            |
| 2012       | 173（接駁公車代駛）                 |            |
| 2013       | 625                                 |            |

## 相鄰車站
東日本旅客鐵道
■常磐線
山下－濱吉田－亘理

## 外部連結
- （日語）JR東日本濱吉田站 （页面存档备份，存于）